# Liber ignium
Marcus Graecus
Le Liber ignium ad comburendos hostes « Le livre des feux pour brûler les ennemis » (par abréviation Liber ignium « Le livre des feux ») est une collection de recettes pyrotechniques publiées en latin au XIIIe siècle. Attribué à Marcus Graecus, il donne en tout trente-cinq recettes dont des procédures de fabrication de produits inconnus ou peu connus jusque-là en Europe occidentale.
C'est un texte singulièrement important sur le plan de l'histoire des techniques puisqu'on y trouve probablement pour la première fois en latin la recette du feu grégeois, de la poudre à canon, de la préparation du salpêtre, la description de pétard et de fusée et de la distillation de l’eau-de-vie (ou eau ardente). L'origine des recettes n'est pas établie de manière certaine mais de bons indices laissent penser qu'il s'agirait de sources arabo-musulmanes, le noyau de celles-ci étant une vieille compilation grecque grossie par des additions byzantines.

## Origine historique
Les historiens datent le Liber Ignium du XIIIe siècle,,,. Le savoir technique nouveau qu'il révèle laisse penser que son auteur aurait pu s'inspirer soit de sources grecques (venant de Byzance qui employa le feu grégeois) soit de sources arabes (le monde arabe de l'âge d'or islamique, ayant hérité du savoir grec).
L'étude du texte indique qu'il remonterait plutôt à une origine arabe que grecque byzantine. Car, comme le chimiste et historien, Marcelin Berthelot, l'avait remarqué dès le XIXe siècle, le texte renferme un certain nombre de mots arabes. Le Liber ignium a  en outre été trouvé dans un volume coté BN 7156, de la Bibliothèque Nationale qui comporte aussi plusieurs traductions latines d'auteurs arabes. On sait que la plupart des traductions latines des textes chimiques arabes datent du XIIIe siècle. Berthelot ajoute que la description de l'eau ardente (ou eau-de-vie) pointe un auteur de ce siècle puisque c'est à cette époque que la distillation de l'alcool apparaît dans la Mappae clavicula et dans les écrits d'Arnaud de Villeneuve. Le « Liber ignium, écrit Berthelot, a été composé avec des matériaux de dates multiples, les uns remontant à l'Antiquité, les autres ajoutés à diverses époques, dont les dernières étaient contemporaines ».
Hime divise chronologiquement les recettes en trois groupes : les précoces (750-?), intermédiaires et tardives (1225-1300). Le groupe des recettes les plus anciennes contient des mots empruntés à l'arabe et à l'espagnol, suggérant qu'elles pourraient avoir été traduites par un Espagnol à partir de l'arabe dans les années 1182-1225. Les recettes les plus récentes, mentionnent le salpêtre, dont les propriétés chimiques n'ont été connues que vers 1300. Selon Hime, l'invention de la poudre à canon n'était pas possible tant qu'on ignorait les propriétés du salpêtre. Le groupe intermédiaire, contenant un mot emprunté à l'arabe (alambic) et un autre à l'espagnol (petroleo), semble indiquer un rédacteur travaillant avant 1225.
Il existe de profondes similarités entre certains passages du Liber ignium et des recettes De Mirabilibus Mundi, attribué à Albert le Grand. On décèle aussi une influence mais sous une forme plus déguisée dans Roger Bacon ou dans des textes plus anciens attribués à Michael Scot (1175-1232).
Le nom de l'auteur, Marcus Graecus (soit Marc le Grec), indiqué dans la première phrase des manuscrits parisiens, n'a pu être rattaché à aucun personnage historiquement connu. Les nombreuses hypothèses émises par les historiens pour identifier ce Marcus ont toutes été rejetées. Il ne fut peut-être qu'un prête-nom, donné à un ouvrage devenu collectif à force d'être copié, recopié et amplifié au cours du temps. Partington pense aussi que ce « Marcus Graecus » est un être fictif, et qu'il faudrait plutôt chercher un auteur du côté des Juifs ou Espagnols des XIIIe – XIVe siècle.

## Les manuscrits
Le Liber Ignium a d'abord été connu par quatre manuscrits :
- Bibliothèque nationale : BN 7156, daté de la fin du XIIIe siècle - début du XIVe siècle ;
- Bibliothèque nationale : BN 7158, daté du XVe siècle probablement une copie du précédent ;
- Bibliothèque Royale de Munich 267, contemporain de BN 7156 ;
- Munich 197, aux environs de 1438.

À ces manuscrits, vinrent s'ajouter d'autres manuscrits allemands, anglais et pontificaux :
- Germanische Museum Nürnberg 1481a ;
- Kgl. Zeughaus Berlin 2 ;
- et des manuscrits de Vienne, Berlin et d'Angleterre, sans parler du Vatican ou du manuscrit de Le Bègue (a.d.1431) qui contient deux recettes incendiaires identiques à celles du Liber ignium[1].

Le manuscrit BN 7158 paraît avoir été copié sur le premier BN 7156. Le manuscrit Munich 267 est contemporain de BN 7156 et ne s'en écarte pas sensiblement mais est incomplet. L'autre Munich 197 offre une rédaction très différente.
La première publication imprimée du texte latin Liber ignium date de 1804, faite par les soins du conservateur des manuscrits de la Bibliothèque Nationale, La Porte du Theil, pour répondre au désir de Napoléon, qui avait entendu parler des recettes du légendaire feu grégeois. En 1842, l'historien des sciences Ferdinand Hœfer, ignorant la publication de Du Theil, publia dans son Histoire de la chimie, le texte latin (établi à partir du manuscrit BN 7158) et sa traduction française.  Albert Poisson publia en 1891, dans la Revue scientifique, une traduction de la copie de La Porte du Theil. Enfin Berthelot, en 1893, donna sa propre traduction d'après le texte de La Porte Du Theil et des manuscrits parisiens et munichois.

## Contenu
Le Liber ignium est une compilation de recettes données sans la moindre tentative de classement. Cette collection de recettes procédurales, données ex abrupto, sans considérations historiques ou théoriques, dans un style lapidaire (en donnant des listes d'ingrédients, sans verbe), employant souvent l'impératif, était typique d'un genre littéraire nommé la littérature des secrets par John Ferguson en 1959. Le fait que certaines de ces recettes soient incompréhensibles et d'autres totalement sans valeur, suggère qu'elles ont pu être achetées comme des secrets précieux à quelques aventuriers sans scrupule et soigneusement recopiées en vue d'une utilisation ultérieure.
Berthelot a listé 35 recettes à partir des manuscrits BN7156, BN58 et Munich 176. Il
distingue six groupes de recettes :
1. les recettes incendiaires proprement dites remontent à Julius Africanus, un  écrivain chrétien de langue grecque, du IIe – IIIe siècle. On trouve quelques ingrédients additionnels comme l'huile de briques et de soufre, faits par les alchimistes et de l' alkitran (désignant la poix liquide en arabe) à partir d'une source arabe.

Ainsi, le texte donne plusieurs moyen de combattre l'ennemi à distance. La première recette se présente ainsi
| 2. Prenez de la résine de sandaraque pure et une dissolution de sel ammoniac, de chacune une livre. Broyez les ensemble et mettez les dans en un vase de terre verni, soigneusement bouché avec le lut de sagesse. Puis, vous le placerez sur le feu jusqu'à ce que la matière commence à fondre. La composition est bonne quand elle offre la consistance du beurre, ce dont on s'assure en introduisant par l'ouverture supérieure une baguette de bois. Vous ajouterez alors quatre livres de poix grecque [alkitran graeco]. À cause du danger, on ne peut faire cette opération dans une maison. |
Cette traduction (et les suivantes) s'inspire de celle d'Albert Poisson, de Partington et de Berthelot. La numérotation des recettes est celle de Poisson.
Bien qu'il y ait trois mots grecs pour désigner la famille des asphaltes (pissa, asphaltos, naphta) et encore plus en latin (pix, picula, asphaltum, petroleum... sont utilisés dans le manuscrit), l'auteur de cette recette utilise alkitran Graecum, un emprunt à l'arabe al-qitran.  On trouve aussi dans le manuscrit d'autres emprunts arabes : asturlab, alambicum, zembac (zanbaq).
D'autres recettes incendiaires sont faites pour opérer sur mer, pour incendier des maisons à distance, pour mettre le feu à des tentes avec des javelots enduits d'un mélange incendiaire etc. Ces composés incendiaires, sans matière explosive, viennent incontestablement des Grecs (Énée le Tacticien, Julius Africanus, jusqu'aux Byzantins), probablement via les Arabes.
L'auteur signale plusieurs recettes comportant de la chaux vive, capables de s'enflammer si l'on jette de l'eau dessus ou de donner une flamme plus vive si elles sont déjà en feu.
| 25. Préparation d'un vin qui s'enflammera si l'on jette de l'eau dessus. Prenez de la chaux vive, mêlez-y un peu de gomme arabique, de soufre et d'huile dans un vase propre. Il se formera [une espèce de] vin qui s'enflammera si l'on jette de l'eau dessus. Si vous mettez de cette composition sur une maison et qu'il vienne à pleuvoir, la maison prendra feu. |
Ce « vin » est une préparation solide analogue au « feu automatique » de Julius Africanus. Berthelot pense que ces assertions pourraient reposer sur des faits réels, et « il est certain,...que l'on connaissait ces mélanges renfermant du soufre et de la chaux vive, associées à des matières organiques, qui prennent feu au contact de l'air ».
2. les matières phosphorescentes, peut être la partie la plus ancienne, puisqu'on la trouve dans le corpus alchimique gréco-égyptien ; elles sont décrites dans les ouvrages pseudo-épigraphes d'Ostanès, et de Marie la Juive. Ces préparations étaient source de prestige chez les magiciens de l'Antiquité. Il s'agit de quelques recettes fantaisistes comme :
| 20. Voici une composition qui allumée fera paraître une maison resplendissante comme si elle était d'argent. Prenez des lézards verts ou noirs. Coupez-leur la queue, et faites-la dessécher, car dans ces queues vous trouverez la pierre du vif-argent. Vous y tremperez une mèche, et, l'ayant tordue, vous la placerez dans une lampe de fer ou de verre, vous allumerez, et bientôt la maison prendra la couleur de l'argent, et tout ce qui se trouvera dans cette maison paraîtra argenté. |
3. les compositions de feu grégeois
| 27. Vous ferez le feu grégeois de cette façon (Ignem graecum tali modo facies). Prenez du soufre vif, tartre, sarcocolle, poix, sel bouilli, huile de naphte et huile commune. Faites bien bouillir tout cela ensemble. Puis trempez-y des étoupes et allumez-les. Vous pourrez, si vous voulez, faire couler par un entonnoir comme nous avons dit plus haut. Les étoupes enduites de cette composition ne pourront être éteintes qu'avec de l'urine, du vinaigre ou du sable. | (d'après la traduction de Partington)

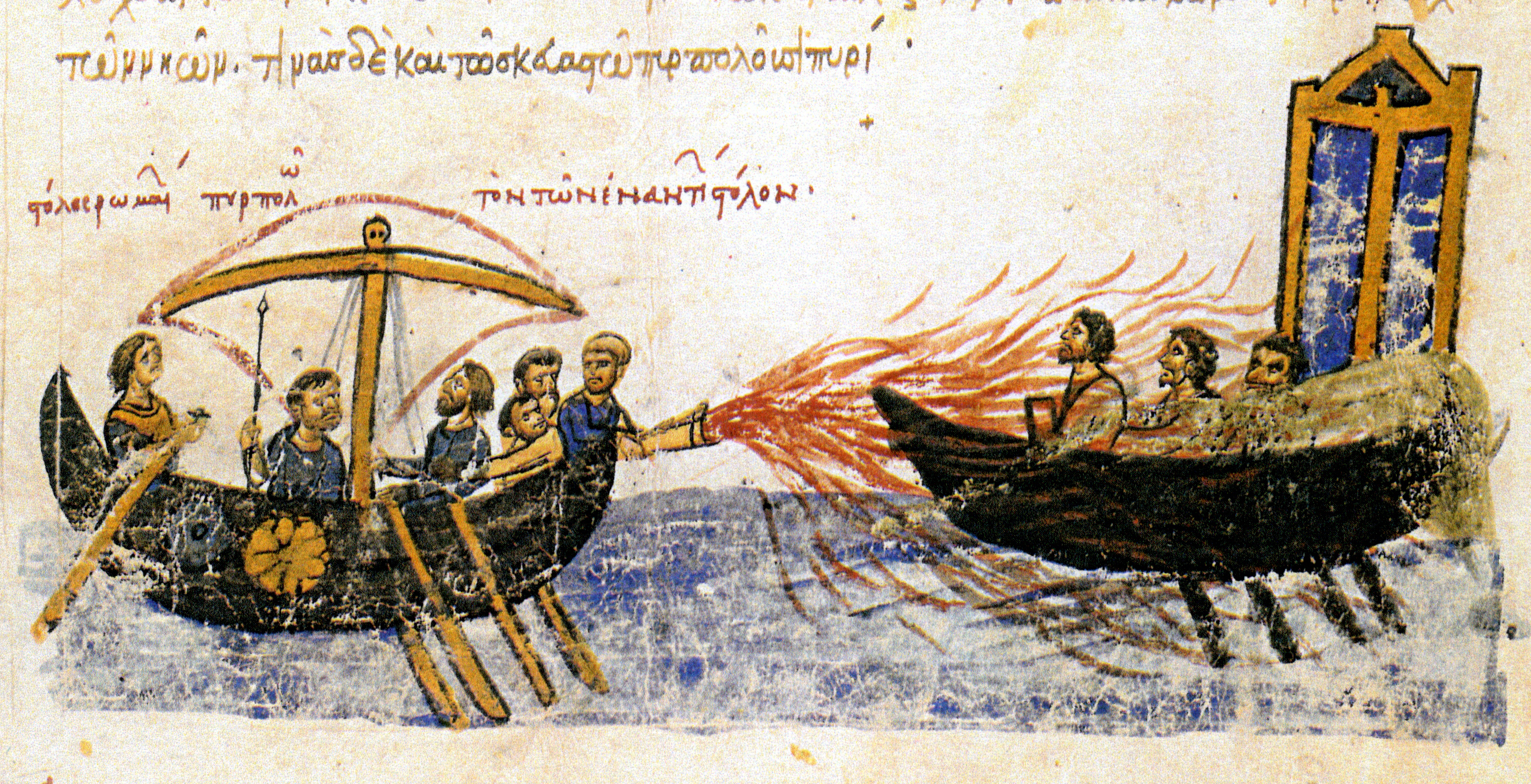
La légende indique « la flotte romaine met le feu à la flotte ennemie »

Le feu grégeois est d'origine byzantine. Les Byzantins qui l'ont utilisé avec une grande efficacité contre les flottes musulmanes aux VIIe – VIIIe siècle, ont tout fait pour garder le secret de leur recette. Mais les Arabes finirent par s'en emparer et la divulguer.
Cette recette est une des recettes les plus anciennement connue du feu grégeois. Donnée en latin, elle est contemporaine sinon un peu antérieure, à celle donnée en arabe par le chimiste arabe Hasan al-Rammah (c. 1280).
4. les compositions de fusées et de pétard à base de salpêtre avec la mention la plus anciennement connue du salpêtre et de la poudre à canon.
Trois recettes sont données pour faire du « feu volant » ignis volantis. Ainsi :
| 32. Vous ferez un feu volant de la manière suivante : prenez du salpêtre, du soufre, du charbon de sarment ou de saule. Mêlez et mettez le tout dans une enveloppe de papyrus, allumez et bientôt vous le verrez s'élever en l'air. Remarquez que, par rapport au soufre, il doit y avoir trois parties de charbon, et par rapport au charbon, trois parties de salpêtre (36). |

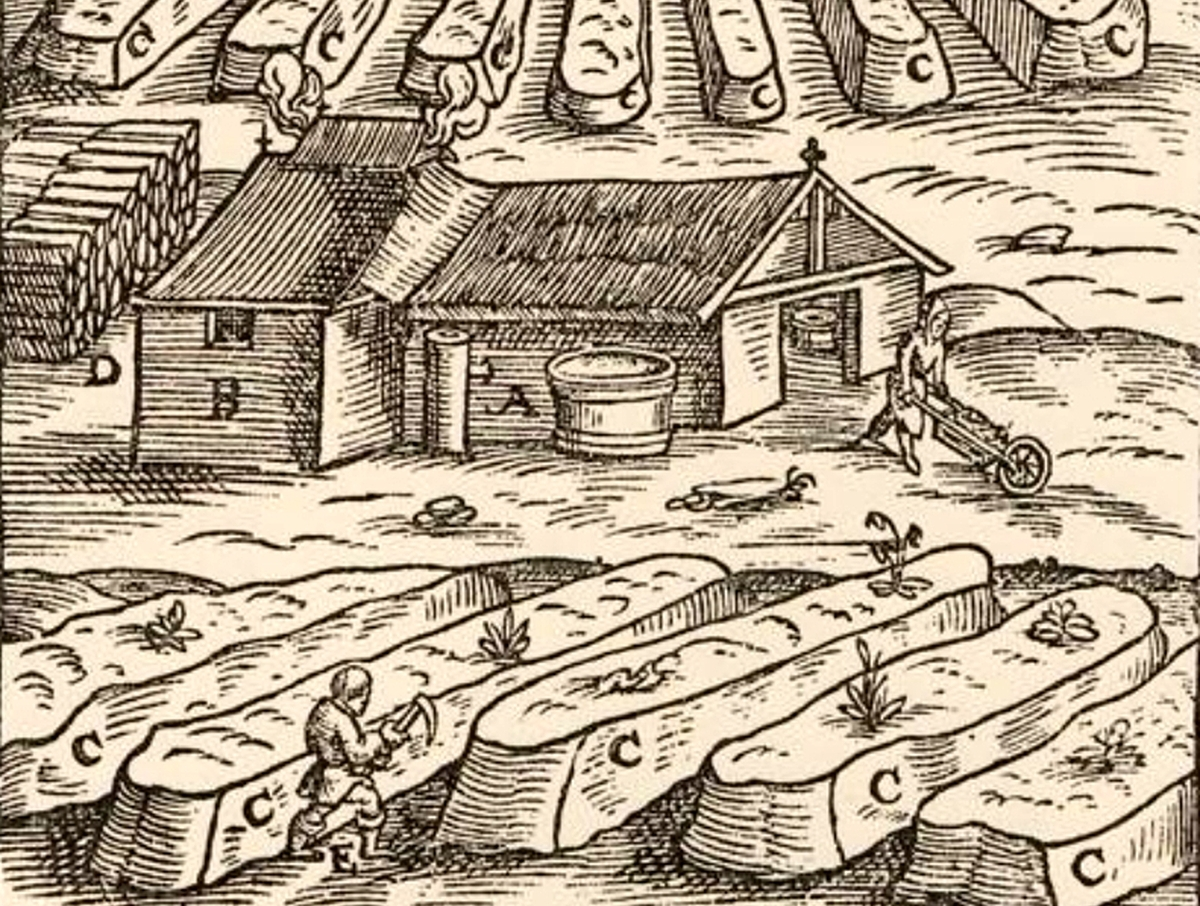
Allemagne 1580 : un ouvrier récolte les efflorescences de salpêtre et atelier d'extraction

La composition serait donc de 10 % de soufre, 30 % de charbon de bois et 60 % de salpêtre. D'autres pourcentages sont données dans d'autres recettes du texte.
Les Grecs de l'Antiquité ignoraient les propriétés du salpêtre. En Europe occidentale, les Latins en prirent connaissance à la fin du XIIIe siècle. C'est d'ailleurs au XIVe siècle qu'apparait en latin médiévale salpetrae (littéralement « sel de pierre ») qui a donné salpêtre en français moderne. Son procédé d'extraction est ainsi donné :
| 16. Notez que le salpêtre est un minéral de la terre et qu'on le trouve comme une efflorescence de pierres (Nota quod sal petrosum est minera terrae...). Vous le dissoudrez tel quel dans l'eau bouillante, vous laisserez reposer la liqueur, vous la filtrerez et vous la ferait bouillir un jour et une nuit entière. Vous trouverez au fond du vase le sel congelé en lames cristallines. |
La recette des fusées et pétards est :
| 15b. Autre manière de faire un feu volant. Prenez une livre de soufre pur, deux livres de charbon de saule ou de vigne, six livres de salpêtre. Broyez ces trois substances dans un mortier de marbre, pour les réduire en poussière aussi subtile que possible. On prendra ce que l'on voudra de cette poudre et on la mettra dans une enveloppe destinée à voler en l'air ou à produire une détonation. Remarquez que si l'enveloppe est destinée à voler, il faut qu'elle soit grêle, longue et que la poudre qu'elle contient doit être bien tassée. L'enveloppe destinée à produire une détonation doit être au contraire courte et épaisse, la poudre la remplira à moitié seulement, ses deux extrémités seront solidement liées par un bon fil de fer. Cette enveloppe doit présenter un petit trou par lequel on allumera en y introduisant une mèche... |
La poudre à canon, un mélange de soufre, charbon de bois et salpêtre, fut dans une première période employée pour la confection de feu grégeois ou pour augmenter l'effet des résines, des huiles essentielles et d'autres substances très inflammables qu'on lançait sur l'ennemi. Puis au début du XIVe siècle, on trouve les premières mentions irréfutables d'armes à feu en Europe. On connait le bel avenir que connut ce nouvel usage, là et ailleurs dans le monde.
5. recettes attribuées à Aristote à partir d'une source arabe ; la recette (11) composée  « de poix, colophane, soufre, safran, l'huile de soufre » peut « brûler une année entière sans déperdition »
6. tours de passe-passe, recettes protectrices
| 29. Secret admirable grâce auquel un homme peut traverser les flammes sans danger ou même porter du feu ou un fer chaud à la main. Vous prendrez du suc de mauve double, du blanc d'œuf, de la graine d'herbe aux puces, de la chaux. Pulvérisez le tout. Rajoutez-y du blanc d'œuf, du suc de raifort. Mêlez. Vous oindrez de cette mixture votre corps et vos mains, vous laisserez sécher, vous vous oindrez de nouveau et alors vous pourrez sans danger affronter les flammes. Si vous voulez paraître brûler, vous allumerez du soufre sur vous et il ne vous nuira pas. |
Ce sont des recettes pour former un enduit calcaire protecteur dont l'efficacité devait être très limitée.
Les Arabes possédaient des recettes analogues. Ainsi, est-il dit dans le Livre des balances de Jâbir ibn Hayyân (dit Geber) « le feu n'exerce aucune action sur le corps de l'homme frotté avec du talc, de la guimauve, ou de la terre de Sinope. C'est là le meilleur moyen employé par les gens qui manient le feu grégeois pour s'en préserver » (Berthelot).
Recette additionnelle :
Au Moyen Âge, souvent des commentaires ou des gloses d'un texte manuscrit, sont à un certain moment introduit dans le texte lui-même par les copistes. 
Le Livre des feux donne ainsi une des premières recettes explicites de distillation de l'eau-de-vie (ou eau ardente) :
| 28. Vous ferez ainsi l'eau ardente (Aquam ardentem sic facies) Prenez du vin vieux noir et épais ; pour un quart de ce vin vous ajouterez deux onces de soufre brillant finement pulvérisé, une ou deux [onces] de tartre provenant d'un bon vin blanc, deux onces de sel ordinaire ; mettez ce mélange dans une cucurbite bien lutée et, ayant ajouté le chapiteau, vous distillerez une eau ardente, que vous devrez conserver dans un vase en verre bien bouché. |
Berthelot indique que cette recette est absente du manuscrit de Munich 197 et pourrait donc être une adjonction ultérieure au manuscrit de la BN 7156. Le manuscrit Munich 197 indique toutefois comment enflammer des vapeurs de vin ou d'eau ardente.
Voici une des plus anciennes recettes de distillation d'eau ardente (aqua ardens), c'est-à-dire d'alcool. Mais les termes d'eau-de-vie (aqua vitae) et d'alcool n'apparaitront que plus tard. L'addition de soufre, de tartre et de sel au vin paraît étrange à un lecteur moderne. La raison vient nous dit Berthelot que les chimistes d'alors pensaient que la grande humidité du vin s'opposait à son inflammabilité et qu'il fallait ajouter des sels et du soufre, dont la grande siccité accroissait les propriétés combustibles.